# Final Fantasy VII Rebirth
Final Fantasy VII Rebirth (ファイナルファンタジーVII リバース, Fainaru Fantajī VII Ribāsu) é um jogo eletrônico de RPG de ação desenvolvido e publicado pela Square Enix. É um título derivado da franquia Final Fantasy, uma recriação de Final Fantasy VII de 1997 e uma sequência de Final Fantasy VII Remake de 2020, tendo sido lançado mundialmente em 29 de fevereiro de 2024 para PlayStation 5, com uma versão para o Windows apresentando várias melhorias, planejada para ser lançada em 23 de janeiro de 2025. Após o lançamento, o jogo foi aclamado pela crítica, tendo sido indicado e ganhado vários prêmios de fim de ano. 
Tal como acontece com o seu antecessor, a jogabilidade combinará ação em tempo real com elementos estratégicos e de role-playing. Ambientado imediatamente após os eventos de Remake, os jogadores controlarão o mercenário Cloud Strife e um grupo de personagens composto principalmente pelo grupo ecoterrorista AVALANCHE, que se unem e embarcam em uma jornada pelo planeta para evitar que a megacorporação Shinra explore sua essência vital, o Lifestream, como fonte de energia, e derrotar o ex-soldado de elite Sephiroth, que pretende se unir ao Planeta para alcançar maior poder.
O jogo entrou em produção em novembro de 2019, antes do lançamento do Remake, e foi anunciado em junho de 2022.

## Marketing e lançamento
Rebirth foi anunciado pela Square Enix como a segunda parte do projeto Final Fantasy VII Remake, junto com Crisis Core: Final Fantasy VII Reunion e a versão Steam de Final Fantasy VII Remake Intergrade, em junho de 2022 durante a transmissão ao vivo da editora Final Fantasy VII 25th Anniversary Celebration.

## Recepção
Final Fantasy VII Rebirth recebeu "aclamação universal" da crítica, de acordo com o site agregador de análises Metacritic.
Após o término da exclusividade temporária do título no PlayStation 5, o jogo foi disponibilizado para PC em 23 de janeiro de 2025, tornando-se o maior lançamento de um jogo single-player da franquia na Steam, com pico de 40.564 jogadores simultâneos.